# РТ-2ПМ
РТ-2ПМ „Топол“ (ГРАУ: 15Ж58; НАТО: SS-25 Sickle) е мобилна съветска междуконтинентална балистична ракета, впоследствие на разположение на руските стратегически ракетни войски.

## Разработка
Тристепенната РТ-2ПМ се превръща в първата успешна мобилна МКБР, построена от тогавашния Съветски съюз. Стартът на конструкцията е даден на 19 юли 1977 г. Летателни тестове са проведени в периода февруари – декември 1985 г. Финалните тестове са завършени 2 години по-късно – през декември 1987.

## Технически характеристики
| История на производство и служба | 1988-                           |
| Маса                             | 45.100 кг                       |
| Двигател                         | тристепенен                     |
| Скорост                          | 25-30 km/сек                    |
| Бойна глава                      | единична с мощност 550 килотона |
| Обсег                            | 10.500 km                       |

## Оператори
- СССР и  Русия

Стратегическите ракетни войски са единственият оператор на РТ-2ПМ Топол.